# Valeriana tatamana
Valeriana tatamana là một loài thực vật có hoa trong họ Kim ngân. Loài này được Killip miêu tả khoa học đầu tiên năm 1925.